# バーナード・L・コーエン
バーナード・レナード・コーエン（Bernard Leonard Cohen、1924年7月14日 - 2012年3月17日）は、ピッツバーグに生まれ、ピッツバーグ大学の名誉教授だったアメリカ合衆国の物理学者。たとえ低線量であっても放射線被曝には安全な閾値はないとする、いわゆる線形非閾値モデル (LNT) に対して、コーエンは一貫して異を唱え続けた。1980年代から1990年代には、自ら孤立化を招くような議論であると考えられたコーエンの見解は、その後の20年間に少数ながら強力な支持を受けるようになった。コーエンは、2012年3月に死去した。

## 非閾値モデルとプルトニウムの毒性をめぐる論争
コーエンは、「低線量被曝によって生じる発癌リスクの推定は、いずれも、線形非閾値 (LNT) の前提に立っているが、この理論は、既にほとんど信憑性を失っている放射線発癌の概念にもっぱら基づくものであり、応用の観点から最も重要な低線量被曝の領域における実験的証拠はまったくない。こうしたリスクの推定が、その存在自体が疑わしい危険に対する備えのために、今や何百億ドルもの経費を費やすことにつながっている。この理論の有効性を検証することは、喫緊の重要性をもっているのだ。」と主張していた。
1995年に刊行された、記念碑的研究の新版の結論部分においても、コーエンは次のように述べている。「私自身や他の研究者たちによる永年の努力によっても、これ以上の妥当な説明は提起されていないのだから、私の結論は、私たちの前にある矛盾に対する最も妥当な説明は、低線量領域において、発癌リスクを過大に推定する直線非閾値理論は成立しない、ということである。この領域における理論を検証できるデータは、他には存在していない。」
「この結論の信頼性は、いくつかの選択された数値に基づいて、可能性のある、妥当性をもった説明を誰かが提案すれば、簡単に示すことができる。私なりその人物が、私たちの前にある矛盾に説明をつけることができるような、諸変数に入る数値を計算する。そうすれば私たちは、その説明の妥当性を判断できる。この手順が非合理的なものでないことを示すために、私は、既に発表された他のあらゆる生態学的研究のすべての知見を説明する、的外れとはいえない説明をひとつ提供した。この一事だけでも、私たちの研究が、他の生態学的研究と非常に異なっていることは示されているし、特に取り上げて検討する価値があることが示されている。」
コーエンが、ラドンに関する生態学的研究によって起こした論争は、学術誌に、R・ウィリアム・フィールド、ブライアン・J・スミス (Brian J. Smith)（アイオワ大学の生物統計学准教授）、ジェリー・プースキン (Jerry Puskin)（アメリカ合衆国環境保護庁）、セーラ・ダービー、サー・リチャード・ドールらとのやり取りとして公刊され、広く知られた。この他の、専門家からの評価として、例えば世界保健機関 (WHO) の国際がん研究機関 (IARC) は、コーエンの分析結果を長々と検討した上で、「証拠の重みからみて、コーエンの生態学的分析は、却下できる」と結論づけている。
2011年3月、コーエンは、自身の研究と、低線量被曝は健康に肯定的な影響を与え発癌リスクを提言するかもしれない、という論争を呼びそうな結論について、「証拠は、両サイドにある。低線量被曝が、癌に対して、健康を守る方向で働くもしれないとする、いわゆる放射線ホルミシス理論は、科学界において議論の的となった」と述べた。さらに、「（膨大な量の研究結果からもたらされた証拠に基づくコーエンの見解では）事はそれにとどまらず、（例えば、社会経済、地理、民族、医療へのアクセスなど、500件以上検討された）いかなる交絡因子もこの結果を説明できない。しかし、私の研究は、低線量被曝は危険をはらんでいるという見解の唯一の根拠である、放射線被曝の危険は単純に放射線被曝量に正比例する、とした仮定の検証にあった。私の結論は、この仮定は誤りであるということだ」と述べた。この見解に対しては、高名な科学者たちから異論が出され、論争はその後も終結したとは到底言えない状態である。低線量被曝の効果が不確実という状態の中で、この分野における良質の研究成果が必要とされている。
その後の研究の進展とともに、コーエンの見解を支持する者も様々な形で登場しており、1982年の国際連合の作業グループ原子放射線の影響に関する国連科学委員会 (UNSCEAR) による研究は、「低線量被曝には、人の寿命を短くさせるような、非特異的効果は存在しないようである」と結論づけている。
1983年、コーエンは、ウラニウムは効率よく、際限なく使用することが可能であり、エネルギー再生の資源と見なすことが可能であるという提案を行なった。

## 業績
コーエンは、ケース・ウェスタン・リザーブ大学で1944年に学士課程を卒業し、ピッツバーグ大学で1947年に修士号を取得し、Ph.D.をカーネギーメロン大学で1950年に取得した。コーエンは、1958年からピッツバーグ大学で、物理学の教授として、また、化学、化学工学および石油工学、大学院公衆衛生専攻の放射線健康学 (Radiation Health) の兼任教授として、さらに、環境および職業健康学 (Environmental and Occupational Health) の兼任教授として、教鞭を執った。1994年には、名誉教授の称号を受けた。
1965年から1978年まで、コーエンはスカイフ核研究所 (Scaife Nuclear Laboratory) の所長を務めた。
コーエンは、通常の低線量被曝は人体に安全であるという信念のもと、もし、彼が発見した郡単位の平均値の比較に見いだされるラドンと肺癌の逆相関について、線形非閾値モデルが妥当しないという説明以外の要因によることの証拠を提示した者には、最高1万ドルの賞金を提供すると公言していた。プースキン (J.S.Puskin)、スミス (B.J.Smith)、フィールド (R.W.Field) らは、コーエンの発見は、喫煙とラドンとの間の逆相関を制御できていないことが一因となった誤りだと主張した。
ラルフ・ネーダーが、プルトニウムを「人類の知る中で最も有毒な物質 (the most toxic substance known to mankind)」と呼んだとき、当時既にテニュア教授となっていたコーエンは、ネーダーが摂取できる量のカフェインと同量の酸化プルトニウムを、カメラの前で自分が摂取してみせようと提案した。カフェインはコーヒーその他の飲み物に含まれているが、純粋なカフェインのラットにおける半数致死量は、1kgあたり192ミリグラムである。

### 著作
コーエンは6冊の本を書いており、この中には、フランス語、ドイツ語、イタリア語、日本語に翻訳された『原子の心臓 (Heart of the Atom)』（1967年）、アラビア語に翻訳された『Concepts of Nuclear Physics』（1974年）、さらに『Nuclear Science and Society』（1974年）、『Before It's Too Late: A Scientist's Case for Nuclear Power』（1983年）、日本語とスペイン語に翻訳された『私はなぜ原子力を選択するか：21世紀への最良の選択 (The Nuclear Energy Option, Alternative for the Nineties)』（1990年）が含まれている。コーエンは、基礎原子核物理学の論文135点ほど、エネルギーと環境（例えば、原子力、放射線の健康への影響、放射性廃棄物、社会的リスクなど）についての学術論文300点ほどを書き、さらに一般的な雑誌である『Physics and Society』、『National Review』、『Oui』、『サイエンス・ダイジェスト』、『Catholic Digest』、『サイエンティフィック・アメリカン』などにも80本ほどの記事を寄稿した。
コーエンは、原子力関係産業の雑誌『Public Utilities Fortnightly』、『Reviews of Modern Physics』、『Nuclear Engineering International』、『American Journal of Physics』などにも、様々な主題についての大量の寄稿を残した。

## 受賞と栄誉
コーエンは、1981年に、アメリカ物理学会からトム・W・ボナー原子核物理学賞を受賞した。これより先、1974年から1975年にかけて、コーエンは、アメリカ物理学会核物理学部門の委員長を務めていた。コーエンはまた、1980年から1981年にかけて、アメリカ原子力学会 (ANS) の環境科学部門の委員長も務めた。
また、1992年には保健物理学会から優秀科学業績賞 (Distinguished Scientific Achievement Award) を受賞し、1996年には、「広くは認知されてこなかった、原子力産業への特筆すべき継続的な貢献に対して (for a notable and sustained contribution to the nuclear power industry that has not been widely recognized)」アメリカ原子力学会 (ANS) からウォルター・H・ジン賞を受賞した。ANSは、それ以前にも、1985年には「広報賞 (Public Information Award)」を、1996年には「決定的線量値の線形線量モデル（対）他のモデル (Linear Dose Model [Versus] Other Models for Critical Dose Values)」についての「研究上有益な貢献 (meritorious contributions in research)」に対し「特別賞 (Special Award)」を、コーエンに授与していた。コーエンは、2003年に「低線量被曝の理解に対する基礎的な貢献により (for fundamental contributions to our understanding of low-level radiation)」全米技術アカデミー会員に選出された。